# 제주특별자치도의 초등학교 목록
다음은 제주특별자치도의 초등학교 목록이다.

## 가
가마초등학교 · 
가파초등학교 마라분교 · 
가파초등학교 · 
강정초등학교 · 
고산초등학교 · 
곽금초등학교 · 
광령초등학교 · 
광양초등학교 · 
구엄초등학교 · 
구좌중앙초등학교 · 
귀덕초등학교 · 
금악초등학교 · 
김녕초등학교 동복분교 · 
김녕초등학교

## 나
남광초등학교 · 
남원초등학교 · 
납읍초등학교 · 
노형초등학교

## 다
대정서초등학교 · 
대정초등학교 · 
대흘초등학교 · 
더럭초등학교 · 
덕수초등학교 · 
도남초등학교 · 
도리초등학교 · 
도순초등학교 · 
도평초등학교 · 
동광초등학교 · 
동남초등학교 · 
동홍초등학교 · 
동화초등학교

## 마
무릉초등학교 · 
물메초등학교

## 바
백록초등학교 · 
법환초등학교 · 
보목초등학교 · 
보성초등학교 · 
봉개초등학교 · 
북촌초등학교

## 사
사계초등학교 · 
삼성초등학교 · 
삼양초등학교 · 
삼화초등학교 · 
새서귀초등학교 · 
서광초등학교 · 
서귀북초등학교 · 
서귀서초등학교 · 
서귀중앙초등학교 · 
서귀포초등학교 · 
서호초등학교 · 
성산초등학교 · 
성읍초등학교 · 
세화초등학교 · 
송당초등학교 · 
수산초등학교 · 
수원초등학교 · 
시흥초등학교 · 
신광초등학교 · 
신례초등학교 · 
신산초등학교 · 
신제주초등학교 · 
신창초등학교 · 
신촌초등학교

## 아
아라초등학교 · 
안덕초등학교 · 
애월초등학교 · 
어도초등학교 · 
영평초등학교 · 
예래초등학교 · 
오라초등학교 · 
온평초등학교 · 
외도초등학교 · 
우도초등학교 · 
월랑초등학교 · 
위미초등학교 · 
의귀초등학교 · 
이도초등학교 · 
인화초등학교 · 
일도초등학교

## 자
장전초등학교 · 
재릉초등학교 · 
저청초등학교 · 
제주남초등학교 · 
제주대학교 교육대학 부설초등학교 · 
제주동초등학교 · 
제주북초등학교 · 
제주서초등학교 · 
제주중앙초등학교 · 
조천초등학교 교래분교 · 
조천초등학교 · 
종달초등학교 · 
중문초등학교

## 차
창천초등학교 · 
추자초등학교 신양분교 · 
추자초등학교 서귀북초등학교

## 타
태흥초등학교 · 
토산초등학교 · 
토평초등학교

## 파
평대초등학교 · 
표선초등학교 · 
풍천초등학교

## 하
하귀일초등학교 · 
하귀초등학교 · 
하도초등학교 · 
하례초등학교 · 
하원초등학교 · 
한동초등학교 · 
한라초등학교 · 
한림초등학교 · 
한림초등학교 비양분교 · 
한마음초등학교 · 
한천초등학교 · 
함덕초등학교 선인분교 · 
함덕초등학교 선흘분교 · 
함덕초등학교 · 
해안초등학교 · 
화북초등학교 · 
효돈초등학교 · 
흥산초등학교